# SA-3 (Аполо)
SA-3 е третият полет на Сатурн I, ракета-носител от американската програма Аполо, извършен на 16 ноември 1962 г. Ракетата е изстреляна в 17 часа 45 минути и 2 секунди Координирано универсално време от космодрума Кейп Канаверъл.

## Цели
SA-3 продължава изпитанията, започнали с SA-1 и SA-2. Разликата е, че сега резервоарите са пълни за първи път догоре с гориво (първите два пъти са с по 83 %). Втората задача отново е по проекта Highwater – експеримент, свързан с освобождаването на големи количества вода в горните слоеве на атмосферата и изследване на последствията от това върху радиопредаването и промените в местните метеорологични условия.
Отново втората и третата степен са заредени с баласт от 109 000 литра вода. За първи път ракетата е снабдена с ракети за отделяне на първа от втора степен. За първи път се предават телеметрични данни в цифрова форма.

## Полет
Полетът започва на 16 ноември 1962 от площадка 34 на космодрума Кейп Канаверъл. Двигателите са стартирани в 17:45 часа и ракетата лесно достига височина от около 166 км. След достигане на максималната височина на полета (апогея) по команда от Земята ракетата е детонирана, както е планирано и по този начин се разпръсва водата в йоносферата. Почти всички системи работят правилно. Поради наличието на повече гориво, инженерите успяват да наблюдават поведението на ракетата с по-бавно ускорение и по-дълга работа. Телеметрията, обаче, е с ниско качество и резултатите са неясни.